# 500 Miglia di Indianapolis 2025
La 500 Miglia di Indianapolis 2025 è stata la 109ª edizione della corsa, che si è disputata domenica 25 maggio 2025 sull'ovale dell'Indianapolis Motor Speedway. È stata valida anche come sesta tappa dell'IndyCar Series 2025. La corsa è stata trasmessa da Fox per la prima volta nella sua storia.

## Calendario
Di seguito il calendario di aprile e maggio 2025 con gli impegni legati alla 500 Miglia e alle gare di contorno:
| Calendario di gara — aprile 2025    | Calendario di gara — aprile 2025 | Calendario di gara — aprile 2025 | Calendario di gara — aprile 2025 | Calendario di gara — aprile 2025 | Calendario di gara — aprile 2025   | Calendario di gara — aprile 2025 |
| Dom                                 | Lun                              | Mar                              | Mer                              | Gio                              | Ven                                | Sab                              |
| ----------------------------------- | -------------------------------- | -------------------------------- | -------------------------------- | -------------------------------- | ---------------------------------- | -------------------------------- |
| 20                                  | 21                               | 22                               | 23 Prove                         | 24 Prove                         | 25                                 | 26                               |
| Calendario di gara — maggio 2025    |                                  |                                  |                                  |                                  |                                    |                                  |
|                                     |                                  |                                  |                                  | 1                                | 2                                  | 3 Mini-Marathon                  |
| 4                                   | 5                                | 6                                | 7                                | 8 Test USF Pro                   | 9 USF, NXT Gara Qualifiche IndyCar | 10 Gran Premio (USF, NXT, NICS)  |
| 11                                  | 12                               | 13 Prove libere                  | 14 Prove libere                  | 15 Prove libere                  | 16 Venerdì veloce                  | 17 Prove cronometrate (13–30)    |
| 18 Prove cronometrate (1–12, 31–33) | 19 Prove libere                  | 20                               | 21                               | 22                               | 23 Carb Day                        | 24 Parata                        |
| 25 Indy 500                         | 26 Memorial Day                  | 27                               | 28                               | 29                               | 30                                 | 31                               |

| \| Colore \| Note \| \| ------- \| ------------------------- \| \| Verde \| Prove \| \| Blu \| Prove cronometrate \| \| Argento \| Giorno di gara \| \| Rosso \| Pioggia* \| \| Vuoto \| Nessuna attività in pista \| * Include giorni dove l'attività in pista fu limitata dalla pioggia ROP — denota Rookie Orientation Program |                           |
| Colore | Note                      |
| Verde | Prove                     |
| Blu | Prove cronometrate        |
| Argento | Giorno di gara            |
| Rosso | Pioggia*                  |
| Vuoto | Nessuna attività in pista |

| Colore  | Note                      |
| ------- | ------------------------- |
| Verde   | Prove                     |
| Blu     | Prove cronometrate        |
| Argento | Giorno di gara            |
| Rosso   | Pioggia*                  |
| Vuoto   | Nessuna attività in pista |

## Test e Rookie Orientation Program
Le regole per i rookie per la 500 Miglia di Indianapolis includono l'obbligo per un pilota di superare un test ovale ad alta velocità supervisionato prima di poter partecipare al Rookie Orientation Program (ROP) ufficiale presso l'Indianapolis Motor Speedway. Le sedi approvate per il test iniziale su pista ovale ad alta velocità sono Chicagoland Speedway, Homestead Miami Speedway, Kentucky Speedway, Phoenix International Raceway, Pocono Raceway e Texas Motor Speedway.
Il programma di orientamento per rookie a Indianapolis si compone di tre fasi. Per la fase 1, ogni pilota deve completare dieci giri tra 205–210 miglia all'ora (330–338 km/h), dimostrando un controllo soddisfacente dell'auto, una traiettoria di gara corretta e un'interazione sicura con le altre auto sul circuito. I giri non devono essere consecutivi. La fase 2 è di quindici giri tra 210–215 miglia all'ora (338–346 km/h) e la fase 3 è di quindici giri oltre le 215 miglia all'ora (346 km/h). I piloti veterani che non hanno gareggiato in una gara ovale IndyCar dalla Indy 500 dell'anno precedente sono tenuti a sostenere un test di aggiornamento. Il test di aggiornamento consiste nella fase 2 e nella fase 3 del suddetto test per principianti.

### Rookie Orientation – ottobre 2024
Il 10 ottobre 2024 si è tenuta una sessione privata del ROP per Nolan Siegel di Arrow McLaren. Siegel aveva superato il ROP il maggio precedente, ma non riuscì a qualificarsi per la gara, rendendo necessaria una ripetizione del test per rookie. Siegel ha superato il test in tre fasi senza incidenti.

### Test del sistema ibrido – ottobre 2024
Un test fuori stagione della durata di due giorni si è tenuto il 10-11 ottobre 2024. Undici team erano presenti per valutare i propulsori del sistema ibrido di recupero dell'energia adottati a metà della stagione IndyCar 2024. Giovedì, Josef Newgarden (Team Penske), Pato O'Ward (Arrow McLaren) e Álex Palou (Ganassi) hanno condotto principalmente test sugli pneumatici per Firestone. Venerdì hanno partecipato tutte le undici squadre. Álex Palou (224,342 mph) ha fatto il giro più veloce della giornata. Non sono stati segnalati incidenti.

### Test sugli ovali per rookie
La serie ha ospitato un test di valutazione per rookie su ovali ad alta velocità al Nashville Superspeedway il 26 marzo, a cui hanno partecipato Robert Shwartzman e Louis Foster. Entrambi i piloti hanno completato le loro valutazioni e sono stati approvati per sostenere il Rookie Orientation Program all'Open Test di aprile a Indianapolis. Jacob Abel aveva precedentemente completato la sua valutazione in Texas il 14 novembre.

## Griglia di partenza
| Fila | Interno | Interno             | Centro | Centro              | Esterno | Esterno             |
| ---- | ------- | ------------------- | ------ | ------------------- | ------- | ------------------- |
| 1    | 83      | Robert Švarcman R   | 75     | Takuma Satō W       | 5       | Pato O'Ward         |
| 2    | 9       | Scott Dixon W       | 60     | Felix Rosenqvist    | 10      | Álex Palou          |
| 3    | 4       | David Malukas       | 7      | Christian Lundgaard | 28      | Marcus Ericsson W   |
| 4    | 3       | Scott McLaughlin    | 76     | Conor Daly          | 20      | Alexander Rossi W   |
| 5    | 8       | Kyffin Simpson      | 33     | Ed Carpenter        | 14      | Santino Ferrucci    |
| 6    | 30      | Devlin DeFrancesco  | 77     | Sting Ray Robb      | 21      | Christian Rasmussen |
| 7    | 17      | Kyle Larson         | 45     | Louis Foster R      | 90      | Callum Ilott        |
| 8    | 06      | Hélio Castroneves W | 27     | Kyle Kirkwood       | 6       | Nolan Siegel R      |
| 9    | 23      | Ryan Hunter-Reay W  | 24     | Jack Harvey         | 26      | Colton Herta        |
| 10   | 15      | Graham Rahal        | 98     | Marco Andretti      | 66      | Marcus Armstrong    |
| 11   | 18      | Rinus VeeKay        | 2      | Josef Newgarden W   | 12      | Will Power W        |

     Le vetture del Team Penske di Josef Newgarden e Will Power sono state spostate rispettivamente dall'11ª e 12ª posizione di partenza alla 32ª e 33ª posizione in griglia, a causa di infrazioni tecniche commesse durante le qualifiche Top 12.
     Debuttante alla 500 Miglia di Indianapolis (Rookie)
     Vincitore di un'edizione passata della 500 Miglia di Indianapolis (Winner)
Non qualificati
| No. | Pilota       | Team              | Ragione                                                                                              |
| --- | ------------ | ----------------- | --- |
| 51  | Jacob Abel R | Dale Coyne Racing | Quarto tempo nelle qualifiche Last Chance. Scavalcato dal gruppo, troppo lento all'ultimo tentativo. |

## Gara

### Prima metà
Durante i giri di parata, Scott McLaughlin perse il controllo della sua vettura nel tentativo di riscaldare le gomme, finendo contro il muretto dei box sul rettilineo principale, girando in testacoda e fermandosi in curva 1. La gara di McLaughlin si concluse prima della bandiera verde. Anche Scott Dixon iniziò ad avere problemi durante i giri di parata, con un incendio che fuoriuscì dai freni posteriori sinistri della vettura. Dopo l'incidente di McLaughlin, i giri iniziarono a essere conteggiati ai fini della distanza di gara e la gara iniziò ufficialmente con la bandiera gialla. Il gruppo si schierò ancora per la tradizionale partenza a tre posti per la prima bandiera verde, ufficialmente al quarto giro. Il poleman Robert Shwartzman si portò in testa davanti a Pato O'Ward, ma più indietro, Marco Andretti entrò in contatto con Jack Harvey, facendogli perdere il controllo e schiantarsi contro il muro esterno in curva 1.
La gara è ripresa all'ottavo giro con Pato O'Ward che ha preso brevemente il comando, prima di essere superato da Takuma Sato. Sato è rimasto in testa fino al terzo periodo di cautela, al 19° giro, quando la pioggia ha iniziato a cadere sulla pista. Durante la cautela, la maggior parte del gruppo ha scelto di effettuare i pit stop, sebbene alcune vetture, tra cui tutte le vetture ECR e Rinus VeeKay, abbiano scelto di non fermarsi e si siano portate in testa. La gara è ripresa al 29° giro, quando la pioggia si è placata, con Alexander Rossi davanti al compagno di squadra ECR Christian Rasmussen. Rossi e Rasmussen si sono scambiati la testa della corsa diverse volte fino al loro pit stop. Al 74° giro, Rossi fu costretto a rientrare ai box per riparazioni. Quando Rossi spense la macchina nel suo box, la vettura prese fuoco mentre diversi membri della squadra ci lavoravano. Né Rossi né alcun altro membro della squadra rimase ferito nell'incendio, ma fu la fine della gara per la sua squadra.
Al giro 82, arrivò il quarto periodo di cautela della gara, quando Rinus VeeKay perse il controllo della sua auto nel tentativo di entrare nella corsia box, finì in testacoda e colpì il muro interno della corsia box. VeeKay indicò in seguito che la vettura aveva subito un guasto ai freni, che aveva contribuito alla sua perdita di controllo. I successivi pit stop durante il periodo di cautela crearono un notevole scossone nell'ordine di partenza. Takuma Sato, che aveva condotto la maggior parte della gara fino a quel momento, scivolò troppo in avanti nel suo box, costringendo la squadra a trascinare la vettura indietro prima di iniziare il lavoro. Questo errore fece uscire Sato dalle prime 10 posizioni e non sarebbe più stato in testa alla gara. Inoltre, il poleman Robert Shwartzman subì un guasto ai freni della sua auto entrando nel box, che lo fece scivolare contro il muro dei box e scontrarsi con tre membri della sua squadra. Uno dei membri della squadra subì una ferita al piede nella collisione. L'impatto di Shwartzman con il muro dei box danneggiò la vettura e fu costretto al ritiro dalla gara.

### Seconda metà
Hunter-Reay si è fermato ai box al giro 103, cedendo il comando a DeFrancesco. Un tentativo di ripartenza è stato effettuato al giro 106, ma all'esposizione della bandiera verde, Christian Rasmussen ha avuto un leggero contatto con il muro nel breve canale nord, mandandolo in semi testacoda. Rasmussen è riuscito a salvare la vettura senza danni gravi, ma l'incidente ha riportato la cautela in pista per la sesta volta in gara.[104] La gara è ripresa al giro 109. DeFrancesco ha mantenuto il comando, mentre più indietro nel gruppo, Conor Daly ha superato sia Palou che Malukas per portarsi in testa alla classifica con strategia primaria. Dopo che DeFrancesco si è fermato ai box al giro 120, Daly è passato in testa alla gara. Anche Josef Newgarden, partito nelle retrovie, ha iniziato a comparire vicino alla vetta a questo punto, arrivando settimo al traguardo delle 300 miglia. Tuttavia, la gara di Newgarden si interruppe bruscamente poco dopo, quando la pompa del carburante della sua vettura cedette dopo 135 giri, ponendo fine al suo tentativo di vincere tre "500" di fila. Mentre i piloti con la strategia principale rientravano ai box intorno al giro 140, Ryan Hunter-Reay tornò al comando della gara con la strategia alternativa. Hunter-Reay mantenne un vantaggio abbastanza ampio da rimanere in testa dopo il suo successivo pit stop e sembrare in grado di lottare per la vittoria. Le speranze di Hunter-Reay svanirono al suo ultimo pit stop, quando finì il carburante entrando nella corsia box.

### Arrivo
Mentre i piloti con la strategia principale effettuavano gli ultimi pit stop, David Malukas è emerso davanti ad Álex Palou, mentre molti piloti con la strategia alternativa non erano ancora rientrati ai box. Palou ha poi superato Malukas, diventando il leader effettivo della strategia principale. Tuttavia, una volta che i piloti con la strategia alternativa hanno effettuato i pit stop, Marcus Ericsson è emerso come leader della gara, avendo dovuto rifornirsi di meno carburante rispetto ai piloti con la strategia principale. Ericsson era appena davanti a Palou e Malukas, ma immediatamente davanti ai leader c'erano Louis Foster e Devlin DeFrancesco, che stavano lottando per evitare di essere doppiati. La turbolenza generata da queste due vetture ha reso difficile il sorpasso per i leader, aiutando Ericsson a rimanere in testa. Tuttavia, al giro 187, Palou si è tuffato all'interno di Ericsson e ha preso il comando in curva 3. La presenza continua delle due vetture quasi doppiate ha permesso a Palou di mantenere il comando per il resto della gara. Ericsson ha tentato un ultimo tentativo a Palou tra le curve 3 e 4 dell'ultimo giro, ma la settima e ultima cautela è arrivata quando i leader hanno imboccato l'ultima curva, quando Nolan Siegel ha perso il controllo della sua auto ed è caduto alla curva 2.
Palou è diventato il primo spagnolo a vincere la 500 Miglia di Indianapolis. Per il suo team, la Chip Ganassi Racing, si è trattato della sesta vittoria in gara. La vittoria di Palou ha anche sancito il proseguimento di una stagione dominata, con cinque delle sei gare disputate fino a quel momento per la stagione IndyCar 2025. Per la vittoria, Palou ha guadagnato 3,8 milioni di dollari, partendo da un montepremi record di 20.283.000 dollari.

### Risultati
| Pos       | N° | Pilota              | Scuderia                        | Telaio        | Motore    | Giri | Tempo/Ritiro       | Pit Stop | Griglia | Punti |
| --------- | -- | ------------------- | ------------------------------- | ------------- | --------- | ---- | ------------------ | -------- | ------- | ----- |
| 1         | 10 | Álex Palou          | Chip Ganassi Racing             | Dallara UAK18 | Honda     | 200  | 02:57:38.2965      | 5        | 6       | 58    |
| 2         | 4  | David Malukas       | A. J. Foyt Racing               | Dallara UAK18 | Chevrolet | 200  | +1.1426            | 5        | 7       | 42    |
| 3         | 5  | Pato O'Ward         | Arrow McLaren                   | Dallara UAK18 | Chevrolet | 200  | +2.1327            | 5        | 3       | 43    |
| 4         | 60 | Felix Rosenqvist    | Meyer Shank Racing              | Dallara UAK18 | Honda     | 200  | +2.9464            | 5        | 5       | 38    |
| 5         | 14 | Santino Ferrucci    | A. J. Foyt Racing               | Dallara UAK18 | Chevrolet | 200  | +4.9902            | 5        | 15      | 26    |
| 6         | 21 | Christian Rasmussen | ECR                             | Dallara UAK18 | Chevrolet | 200  | +6.0274            | 5        | 18      | 25    |
| 7         | 7  | Christian Lundgaard | Arrow McLaren                   | Dallara UAK18 | Chevrolet | 200  | +9.2592            | 6        | 8       | 27    |
| 8         | 76 | Conor Daly          | Juncos Hollinger Racing         | Dallara UAK18 | Chevrolet | 200  | +13.3125           | 5        | 11      | 21    |
| 9         | 75 | Takuma Sato W       | Rahal Letterman Lanigan Racing  | Dallara UAK18 | Honda     | 200  | +16.9157           | 5        | 2       | 33    |
| 10        | 06 | Hélio Castroneves W | Meyer Shank Racing              | Dallara UAK18 | Honda     | 200  | +59.6118           | 5        | 22      | 17    |
| 11        | 30 | Devlin DeFrancesco  | Rahal Letterman Lanigan Racing  | Dallara UAK18 | Honda     | 200  | +62.103            | 5        | 16      | 17    |
| 12        | 45 | Louis Foster R      | Rahal Letterman Lanigan Racing  | Dallara UAK18 | Honda     | 200  | +63.000            | 5        | 20      | 15    |
| 13        | 6  | Nolan Siegel R      | Arrow McLaren                   | Dallara UAK18 | Chevrolet | 199  | Contatto           | 5        | 24      | 14    |
| 14        | 26 | Colton Herta        | Andretti Global                 | Dallara UAK18 | Honda     | 199  | +1 giro            | 5        | 27      | 13    |
| 15        | 33 | Ed Carpenter        | ECR                             | Dallara UAK18 | Chevrolet | 199  | +1 giro            | 5        | 14      | 13    |
| 16        | 12 | Will Power W        | Team Penske                     | Dallara UAK18 | Chevrolet | 199  | +1 giro            | 6        | 33      | 12    |
| 17        | 15 | Graham Rahal        | Rahal Letterman Lanigan Racing  | Dallara UAK18 | Honda     | 199  | +1 giro            | 6        | 28      | 10    |
| 18        | 66 | Marcus Armstrong    | Meyer Shank Racing              | Dallara UAK18 | Honda     | 198  | +2 giri            | 5        | 30      | 9     |
| 19        | 24 | Jack Harvey         | DRR-Cusick Motorsports          | Dallara UAK18 | Chevrolet | 198  | +2 giri            | 5        | 26      | 9     |
| 20        | 9  | Scott Dixon W       | Chip Ganassi Racing             | Dallara UAK18 | Honda     | 197  | +3 giri            | 6        | 4       | 16    |
| 21        | 23 | Ryan Hunter-Reay W  | DRR-Cusick Motorsports          | Dallara UAK18 | Chevrolet | 172  | Problema meccanico | 6        | 17      | 7     |
| 22        | 2  | Josef Newgarden W   | Team Penske                     | Dallara UAK18 | Chevrolet | 134  | Problema meccanico | 6        | 32      | 7     |
| 23        | 77 | Sting Ray Robb      | Juncos Hollinger Racing         | Dallara UAK18 | Chevrolet | 92   | Contatto           | 3        | 17      | 5     |
| 24        | 17 | Kyle Larson         | Arrow McLaren con Rick Hendrick | Dallara UAK18 | Chevrolet | 92   | Contatto           | 3        | 19      | 5     |
| 25        | 8  | Kyffin Simpson      | Chip Ganassi Racing             | Dallara UAK18 | Honda     | 92   | Contatto           | 3        | 13      | 5     |
| 26        | 83 | Robert Shwartzman R | Prema Racing                    | Dallara UAK18 | Chevrolet | 88   | Contatto           | 2        | 1       | 18    |
| 27        | 18 | Rinus VeeKay        | Dale Coyne Racing               | Dallara UAK18 | Honda     | 82   | Contatto           | 2        | 31      | 5     |
| 28        | 20 | Alexander Rossi W   | ECR                             | Dallara UAK18 | Chevrolet | 73   | Problema meccanico | 1        | 12      | 6     |
| 29        | 98 | Marco Andretti      | Andretti Global                 | Dallara UAK18 | Honda     | 4    | Contatto           | 0        | 29      | 5     |
| 30        | 3  | Scott McLaughlin    | Team Penske                     | Dallara UAK18 | Chevrolet | 0    | Contatto           | 0        | 10      | 8     |
| 31        | 28 | Marcus Ericsson W   | Andretti Global                 | Dallara UAK18 | Honda     | 200  | +0.6822            | 5        | 9       | 45    |
| 32        | 27 | Kyle Kirkwood       | Andretti Global                 | Dallara UAK18 | Honda     | 200  | +3.9822            | 5        | 23      | 29    |
| 33        | 90 | Callum Ilott        | Prema Racing                    | Dallara UAK18 | Chevrolet | 200  | +21.3918           | 5        | 21      | 18    |
| Risultati |    |                     |                                 |               |           |      |                    |          |         |       |

     Debuttante alla 500 Miglia di Indianapolis (Rookie)
     Vincitore di un'edizione passata della 500 Miglia di Indianapolis (Winner)
Tutti i piloti hanno usato pneumatici Firestone.
I punti includono quelli guadagnati dalle prove a tempo, 1 punto è stato assegnato per aver condotto un giro in testa, e 2 per averne condotti la maggior parte.

### Riferimenti
1. ↑  (EN) Indianapolis 500 presented by Gainbridge, su indianapolismotorspeedway.com.
2. ↑  Regolamento Indycar 2025, sezione 4.3.2.7
3. ↑  Regolamento Indycar 2025, sezione 6.8.1.3
4. ↑  Regolamento Indycar 2025, sezione 4.3.2.9
5. ↑  (EN) Lalita Chemello, What is IndyCar's Rookie Orientation Program, and how to watch it, in motorsport.com, 23 aprile 2025.
6. ↑  (EN) Marshall Pruett, IndyCar hybrid Speedway testing to begin, in Racer, 7 ottobre 2024.
7. ↑  (EN) Marshall Pruett, 'Encouraged' Palou leads IndyCar hybrid test at IMS, in Racer, 11 ottobre 2024.
8. ↑   Marshall Pruett, McLaughlin, Andretti first out at Indy, su racer.com, Racer Media & Marketing, Inc., 25 maggio 2025. URL consultato il 25 maggio 2025.
9. ↑   Aaron Bearden, Watch: Alexander Rossi’s day goes up in flames at the Indianapolis 500, su motorsport.com, Motorsport Network, LLC., 25 maggio 2025. URL consultato il 26 maggio 2025.
10. ↑   Marshall Pruett, VeeKay runs up to sixth before pitlane crash ends day early, su racer.com, Racer Media & Marketing, Inc., 25 maggio 2025. URL consultato il 26 maggio 2025.
11. ↑   Sato Led 51 of First 86 Laps in the Indy 500 But a Pit Error Led Him to Finish 11th; DeFrancesco Led 17 Laps & Finished 14th; Foster & Rahal 15 & 20, su rahal.com, Rahal Letterman Lanigan Racing. URL consultato il 26 maggio 2025.
12. ↑   Steve Taranto, 2025 Indianapolis 500 results: Alex Palou holds off Marcus Ericsson to win his first Indy 500, su cbssports.com, CBS Sports, 25 maggio 2025. URL consultato il 26 maggio 2025.
13. ↑   Marshall Pruett, Fuel pump ends Newgarden's quest for three-in-a-row, su racer.com, Racer Media & Markting, Inc., 25 maggio 2025. URL consultato il 26 maggio 2025.
14. ↑   Christopher DeHarde, One sentence on each driver from the 2025 Indy 500, su indystar.com, The Indianapolis Star, 25 maggio 2025. URL consultato il 26 maggio 2025.
15. ↑   Mark Glendenning, Palou ticks the last boxes with Indy 500 triumph, su racer.com, Racer Media & Marketing, Inc., 25 maggio 2025. URL consultato il 26 maggio 2025.

### Esplicative
1. ↑  Marcus Ericsson è arrivato 2° in pista, ma è stato retrocesso in fondo alla classifica d'arrivo dopo aver fallito l'ispezione tecnica per l'utilizzo di parti non approvate sul coperchio del sistema ibrido.
2. ↑  Kyle Kirkwood è arrivato 6° in pista, ma è stato retrocesso in fondo alla classifica d'arrivo dopo aver fallito l'ispezione tecnica per l'utilizzo di parti non approvate sul coperchio del sistema ibrido.
3. ↑  Callum Ilott è arrivato 12° in pista, ma è stato retrocesso in fondo alla classifica d'arrivo dopo aver fallito l'ispezione tecnica dopo che la sua ala anteriore è risultata non conforme all'altezza minima della piastra terminale dell'ala e ai requisiti di posizione.